# Takafumi Yoshimoto
Takafumi Yoshimoto (吉本 岳史 Yoshimoto Takafumi?), född 13 maj 1978 i Kochi prefektur, är en japansk före detta fotbollsspelare.
Yoshimoto började sin karriär 2001 i Nagoya Grampus Eight. Efter Nagoya Grampus Eight spelade han för Yokohama FC och Mito HollyHock. Han avslutade karriären 2009.